# 青木生子

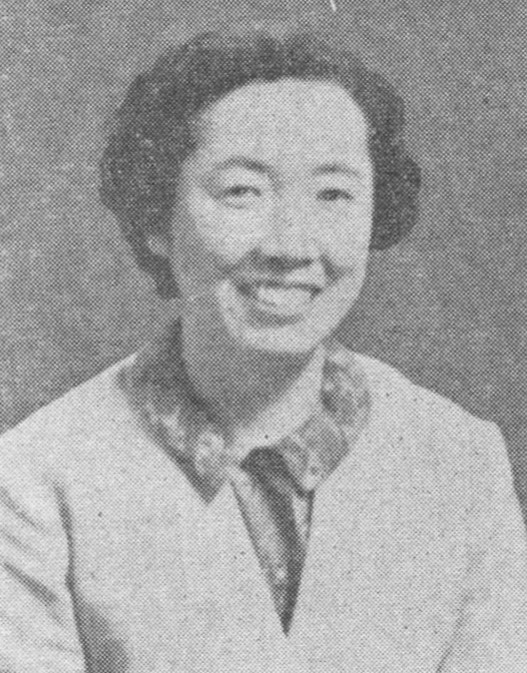
青木生子（1962年）

青木 生子（あおき たかこ、1920年11月20日 - 2018年11月14日）は、日本の国文学者。専門は万葉集研究。学位は、文学博士（東北大学・1962年）（学位論文「日本古代文芸における恋愛」）。日本女子大学名誉教授。

## 来歴
東京・日本橋の問屋の娘として生まれるが、父が関東大震災で亡くなったため、店を畳んで大磯に移住する。神奈川県立平塚高等女学校（現・神奈川県立平塚江南高等学校）で高瀬兼介らの薫陶を受け、周囲の反対を押し切り、日本女子大学校国文学部へ進学する。同大学校卒業後、東北帝国大学法文学部国文科教授の岡崎義恵『日本文芸学』を読み、岡崎の指導を受けるべく、東北帝国大学法文学部国文科へ進学。1944年、東北帝国大学を繰り上げ卒業し、日本女子大学に教員として戻る。
1962年、「日本古代文芸における恋愛」で東北大学より文学博士の学位を取得。1981年から日本女子大学学長・理事長を務め、女子大学初の理学部を設立する。1989年、日本女子大学名誉教授。1993年、勲三等宝冠章を受賞。2007年、東北大学100百周年記念式典で「東北大学100周年記念文化貢献賞（教育部門）」を受賞した。
私立大学通信教育協会理事長・会長、日本教育会副会長などを歴任したほか、放送大学教育振興会評議員や衛星通信教育振興協会理事も務めた。
万葉集や紫式部を専門とし、「古代恋愛文芸の青木」と評された。1997年、著作集全12巻が刊行された。2012年、日本女子大学国語国文学会に、社会・学術で活躍している同大学文学部日本文学科卒業生を対象とした青木生子賞が設けられた。

## 著書
- 『古代文芸における愛 その本質と展開』弘文堂、1954年
- 『日本抒情詩論 記紀・万葉の世界』弘文堂、1957年
- 『日本古代文芸における恋愛』弘文堂、1961年
- 『日本古典文學』通信教育大学講座、1967年
- 『茅野雅子 その生涯と歌・付「金沙集」』明治書院、1968年
- 『日本の古典文学 古典のいのち』清水弘文堂、1974年
- 『古典のいずみ』新塔社、1976年
- 『万葉集の美と心』講談社学術文庫、1979年
- 『万葉挽歌論』塙書房、1984年
- 『近代史を拓いた女性たち 日本女子大学に学んだ人たち』講談社、1990年
- 『明日の女子教育を考える 女子大学長の手帳から』講談社、1990年
- 『目白の丘生田の森 二十一世紀の女子教育へ』講談社、1993年
- 『青木生子著作集』全12巻、おうふう、1997-1998年
- 『いまを生きる成瀬仁蔵 女子教育のパイオニア』講談社、2001年
- 『知られざる教育者高瀬兼介 生涯教育の先駆者』おうふう、2006年

### 共編
- 『日本女子大学に学んだ文学者たち』岩淵宏子共編、翰林書房、2004年

### 校注
- 『万葉集』全5巻 伊藤博、井手至、清水克彦、橋本四郎校注、新潮社、1976-84年（『新潮日本古典集成』）
- 『萬葉集全注 巻第19』有斐閣、1997年

### 記念論集
- 『上代文学の諸相 青木生子博士頌寿記念会』塙書房、1993年